# Grand Prix moto de la FIM

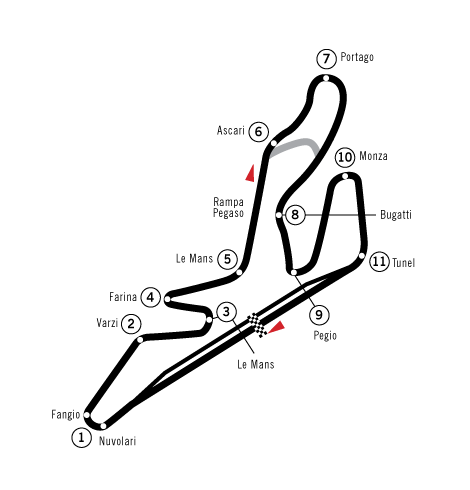
Circuit de Jarama en Espagne.

Le Grand Prix moto de la FIM est une épreuve unique de compétition de vitesse moto faisant partie du championnat du monde de vitesse moto de 1993.
À la suite de la situation politique d'Apartheid de l'Afrique du Sud, le Grand Prix d'Afrique du Sud planifié le 3 octobre 1993 est annulé et est remplacé le 26 septembre 1993 par ce Grand Prix de la Fédération internationale de motocyclisme sur le circuit permanent du Jarama en Espagne.

## Vainqueurs du Grand Prix moto de la FIM
| Saison | Circuit | 125 cm3                 | 250 cm3                 | 500 cm3              | Résultats |
| ------ | ------- | ----------------------- | ----------------------- | -------------------- | --------- |
| 1993   | Jarama  | Ralf Waldmann (Aprilia) | Tetsuya Harada (Yamaha) | Alex Barros (Suzuki) | Résultats |